# Janko Drašković
Janko Draskovic (Zagreb, 20 d'octubre de 1770 - 14 de gener de 1856) fou un reformista nacional, polític i poeta croat.
Membre de la família Drašković, una de les més velles famílies nobles croates, Janko Draskovic va néixer el 1770 a Zagreb. Vivia tota la seva vida al castell familiar de Trakošćan, i tenia el títol noble de grof, o comte.
Se sap que s'educa molt amplament, se'l considerava fins i tot la persona més ben educada a Croàcia del seu temps. Un amant de la literatura, escrivia poesia per ell mateix, però això no és què li fa ser una part de la història de Croàcia. Com a home jove, s'embarcava en una carrera militar, però es va veure forçat a retirar-se a causa d'assumptes de salut.
La Croàcia de Janko Draskovic era part d'Hongria, sota el règim dels Habsburg. A causa del fet que el regne era tan gran, Hongria intentava processos d'unificació, que començava amb la cultura i llengua, coneguts com a hongarització. Aquest procés es tornava més intens a Croàcia en els anys 1820 - 1830, per exemple, el Règim hongarès de 1825-1827 insistia que l'idioma hongarès fos la llengua oficial per a Croàcia, i el 1827 les lleis de Sabor feia del magiar un tema obligatori en escoles d'ensenyament secundari croates. Com a reacció, Ljudevit Gaj portava la creació d'un moviment nacional croat, anomenat el Moviment d'illyrian, el 1831, que lluitava per una renovació política i cultural.
Janko Draskovi, tot i que era ja a l'edat de 62, immediatament s'unia al moviment i publicava el 1832 la seva Dissertació, que es considerava el programa polític, econòmic, social i cultural del moviment croat d'Illyrian. El nom del treball es contreu normalment, ja que el nom complet era poklisarom de gospodi de darovan de razgovor d'iliti Disertacija ("dissertació o una discussió dotat com a missatge als senyors"), i s'escrivia com a petició als membres del Parlament de Croàcia que s'havia d'elegir representants en el Règim croat-hongarès conjunt a Pressburg (Bratislava d'avui).
Al seu pamflet, Janko Draskovi imaginava un "Gran Illyria" que inclouria províncies eslaves del sud de l'Imperi Habsburg, és a dir Croàcia, Eslovènia, Dalmàcia, Bòsnia i Hercegovina, Rijeka, i la Frontera Militar (Vojna Krajina). Instava aquest "gran Illyria" per ser administrativament independent d'Hongria, amb un "bannus" prohibició responsable directament al rei. Si la monarquia Habsburg havia de rebutjar aquests termes, Janko Draskovic recomanava que el les terres croates se separessin unides.
Escrivia la Dissertació en el Dialecte de stokavian, la llengua que el moviment d'Illyrian adoptava en comptes del dialecte de kajkavian de Zagreb perquè una majoria de croats i virtualment tots els serbis el parlaven.
Draskovic també defensava l'adopció del dialecte tokavian com la llengua oficial. La Dissertació era el primer pamflet polític publicat en el dialecte tokavian, i a causa d'això era el model quan la llengua croata s'estandarditzava més tard.
Janko Draskovic dedicava tota la seva energia a la seva activitat política i a la batalla contra el poder hongarès. El 1838, en gran part a causa de la seva contribució, una sala de lectura es fundava a Zagreb anomenat el itaonica Ilirska, quin es convertia en el punt de reunió focal dels 'Illyrians'.
El 1842, es convertia en el primer president del Matica Hrvatska, societat cultural croata. Era també membre del Partit Popular Croat (Demòcrates Liberals) fins a la Revolució de 1848).
Moria a Radgona el 1856, mentre estava en ruta cap a un balneari a Alemanya. Des de 1893, les seves restes descansen a l'arcada d'Illyrian part del cementiri Mirogoj de Zagreb.